# ميكي رايشنباخ
ميكي رايشنباخ (بالإنجليزية: Mickey Reichenbach)‏ هو لاعب كرة قاعدة أمريكي، ولد في 1953.

## وصلات خارجية
- ميكي رايشنباخ على موقعبيزبول رفرنس.كوم (الدوري الثانوي) (الإنجليزية)